# زاد المعاد
زاد المعاد فی هادی خیر العباد (عربی: زاد المعاد فی هدی خیر العباد‎) کتابی در ۵ جلد است که با عنوان «تدارکات آخرت در هدایت بهترین بندگان» ترجمه شده و توسط دانشمند اسلامی ابن قیم نوشته شده است. کلمه «زاد» در عربی برای اشاره به غذایی است که فرد هنگام شروع سفر مصرف می‌کند. این کتاب با برجسته کردن و تشریح راهنمایی‌هایی برگرفته از زندگانی محمد نوشته شده است که مسلمانان می‌توانند در زندگی خود از آنها بهره‌مند شوند. نکتهٔ جالب اینجاست که خود ابن قیم نیز این کتاب را در طول یک سفر، نوشته است.

## موضوعات کتاب
این کتاب از چندین موضوع تشکیل شده است، نویسنده کتاب نخست به صحبت در مورد ویژگی‌های محمد می‌پردازد، و در این حین اشاراتی نیز به جزئیات عبادت و زندگی شخصی او می‌کند، بعد از آن سیره نبوی را شرح می‌دهد و تاریخ اولیه اسلام را مورد پوشش قرار می‌دهد، در نهایت به علوم پزشکی اشاراتی می‌کند و در این حین نویسنده طب نبوی را با طب یونانی تلفیق می‌کند، در نتیجهٔ آن، راه درمان پزشکی بیماری‌های مختلف را توضیح می‌دهد. همچنین برخی از مباحث مطرح شده در ادامه به نظرهایی می‌پردازد که بین متخصصان پزشکی زمان او رایج بوده است. در فصل‌های پایانی کتاب، نویسنده مباحث مختلف فقه اسلامی، همانند احکام مربوط به معاملات، ازدواج و طلاق، را مورد توضیح قرار می‌دهد.